# Ippolita Gonzaga di Ludovico, conte di Rodigo
Ippolita Gonzaga (... – 10 settembre 1547) è stata una nobildonna italiana, contessa consorte di Mirandola e di Concordia dal 1533 al 1547, per il matrimonio con il conte Galeotto II Pico.

## Biografia

### Famiglia
Ippolita Gonzaga era figlia di Ludovico Gonzaga, II conte di Sabbioneta, e di Francesca Fieschi. Suoi nonni paterni furono Gianfrancesco Gonzaga, I conte di Sabbioneta, I signore di Bozzolo e fondatore del ramo cadetto dei Gonzaga di Sabbioneta e Bozzolo, e Antonia del Balzo, figlia di Pirro del Balzo e di Maria Donata Orsini del Balzo. Suoi nonni materni, invece, furono Gian Luigi Fieschi, conte di Lavagna, e Caterina del Carretto.

### Matrimonio
Ippolita sposò Galeotto II Pico, che era stato più di una volta signore di Mirandola e conte di Concordia, in periodi differenti a causa dello scontro con lo zio Gianfrancesco II Pico. Durante i suoi primi anni di potere, a causa della giovanissima età, il marito Galeotto II fu sotto la reggenza della madre di lui, Francesca Trivulzio. In virtù di cercare una soluzione ai contrasti, ci fu la decisione imperiale di dividere lo Stato pichiano in due parti distinte e autonome: Mirandola venne assegnata a Gianfrancesco II, mentre Concordia alla Trivulzio.
La Trivulzio ricorse alla protezione del marchese mantovano Francesco II Gonzaga e, a complemento e con un preciso intento francofilo, il 24 aprile 1514 programmò un matrimonio tra Galeotto e Ippolita.
Le nozze di Ippolita e Galeotto si perfezionarono e vennero celebrate il 7 agosto 1524 (secondo altre fonti nel 1526).
Nella notte tra il 15 e il 16 ottobre 1533, tuttavia, il marito Galeotto decise di riappropriarsi di ciò che fu "privato": assaltata la Mirandola con un manipolo di soldati e l'appoggio del neo-duca di Mantova, Federico II Gonzaga, riunì nelle sue sole mani lo Stato pichiano. Negli scontri furono assassinati lo zio Gianfrancesco II, suo figlio Alberto e il fratello Galeotto. Il delitto fece enorme impressione nel mondo politico dell'epoca.
La gravità delle azioni del marito tuttavia, nonostante le minacce di guerra e la condanna per fellonia da parte dell'imperatore Carlo V d'Asburgo, rimasero impunite. Infatti, la situazione politica internazionale agì a favore di Galeotto che, per il resto della sua breve vita, agì da principe italiano "libero", non riconoscendo alcuna sudditanza feudale con l'Impero.
Durante il governo del marito, la Mirandola divenne il «nido e la rocca de' Francesi in Italia» e l'attivismo del marito nei campi di battaglia del Nord Italia fece accrescere l'importanza militare della Mirandola stessa, oggetto di interventi di fortificazione che ne fecero una formidabile piazzaforte.

### Morte
Ippolita morì il 10 settembre 1547 (secondo altre fonti nel 1571). Il marito, invece, morì a Parigi nel novembre del 1550.

## Discendenza
Dal matrimonio di Ippolita Gonzaga con Galeotto II Pico nacquero i seguenti figli:
1. Ludovico[1] (* 1525 – † 1568), successore del padre alla sua morte.[2] Sposò a Ferrara nel 1553 in prime nozze Renata d'Este ed ebbe una figlia;[2] poi a Correggio nel 1561 sposò in seconde nozze Fulvia da Correggio ed ebbe discendenza;[2]
2. Luigi (* 1526 - † 1581), vescovo di Limoges, che rinunziò nel 1561.[5]
3. Livia (* battezzata il 21 settembre 1527[6] – † dopo il 14 novembre 1607[7]), sposò Ercole Rondinelli, Conte di Canossa († 1628)[2]
4. Silvia[1] (* 1530 – † di parto, fine settembre 1554[8]), a Parigi nel 1552 sposò il conte Francesco III de la Rochefoucauld (* 1521 – † 1572);[2]
5. Fulvia[1][2] (* 1534 – † 1607), sposò Carlo de La Rochefoucauld, conte di Randan;[9]
6. Flaminia (* battezzata il 25 luglio 1538[10] - † ?);
7. Giovanni Giacomo, conosciuto come Ippolito (* 1540 – † 1569).[2]

## Ascendenza
|                       |                     |                                   | Genitori                       |  |  | Nonni |  |  | Bisnonni            |  |  | Trisnonni             |  |
|                       |                     |                                   |                                |  |  |       |  |  | Ludovico II Gonzaga |  |  | Gianfrancesco Gonzaga |  |
|                       |                     |                                   |                                |  |  |       |  |  | Ludovico II Gonzaga |  |  | Gianfrancesco Gonzaga |  |
|                       |                     | Paola Malatesta                   |                                |  |  |       |  |  | Ludovico II Gonzaga |  |  |                       |  |
| Gianfrancesco Gonzaga |                     |                                   |                                |  |  |       |  |  | Ludovico II Gonzaga |  |  |                       |  |
|                       |                     | Barbara di Brandeburgo            | Giovanni l'Alchimista          |  |  |       |  |  |                     |  |  |                       |  |
|                       |                     | Barbara di Brandeburgo            | Giovanni l'Alchimista          |  |  |       |  |  |                     |  |  |                       |  |
|                       |                     | Barbara di Brandeburgo            | Barbara di Sassonia-Wittenberg |  |  |       |  |  |                     |  |  |                       |  |
| Ludovico Gonzaga      |                     | Barbara di Brandeburgo            |                                |  |  |       |  |  |                     |  |  |                       |  |
|                       |                     | Pirro del Balzo                   | Francesco II del Balzo         |  |  |       |  |  |                     |  |  |                       |  |
|                       |                     | Pirro del Balzo                   | Francesco II del Balzo         |  |  |       |  |  |                     |  |  |                       |  |
|                       |                     | Pirro del Balzo                   | Sancia di Chiaromonte          |  |  |       |  |  |                     |  |  |                       |  |
| Antonia del Balzo     |                     | Pirro del Balzo                   |                                |  |  |       |  |  |                     |  |  |                       |  |
|                       |                     | Maria Donata Orsini               | Gabriele Orsini del Balzo      |  |  |       |  |  |                     |  |  |                       |  |
|                       |                     | Maria Donata Orsini               | Gabriele Orsini del Balzo      |  |  |       |  |  |                     |  |  |                       |  |
|                       |                     | Maria Donata Orsini               | Giovanna Caracciolo            |  |  |       |  |  |                     |  |  |                       |  |
| Ippolita Gonzaga      |                     | Maria Donata Orsini               |                                |  |  |       |  |  |                     |  |  |                       |  |
|                       | Gianluigi I Fieschi | …                                 |                                |  |  |       |  |  |                     |  |  |                       |  |
|                       | Gianluigi I Fieschi | …                                 |                                |  |  |       |  |  |                     |  |  |                       |  |
|                       | Gianluigi I Fieschi | …                                 |                                |  |  |       |  |  |                     |  |  |                       |  |
| Gianluigi II Fieschi  | Gianluigi I Fieschi |                                   |                                |  |  |       |  |  |                     |  |  |                       |  |
|                       |                     | Luisetta Fregoso                  | …                              |  |  |       |  |  |                     |  |  |                       |  |
|                       |                     | Luisetta Fregoso                  | …                              |  |  |       |  |  |                     |  |  |                       |  |
|                       |                     | Luisetta Fregoso                  | …                              |  |  |       |  |  |                     |  |  |                       |  |
| Francesca Fieschi     |                     | Luisetta Fregoso                  |                                |  |  |       |  |  |                     |  |  |                       |  |
|                       |                     | Giovanni I Lazzarino Del Carretto | …                              |  |  |       |  |  |                     |  |  |                       |  |
|                       |                     | Giovanni I Lazzarino Del Carretto | …                              |  |  |       |  |  |                     |  |  |                       |  |
|                       |                     | Giovanni I Lazzarino Del Carretto | …                              |  |  |       |  |  |                     |  |  |                       |  |
| Caterina del Carretto |                     | Giovanni I Lazzarino Del Carretto |                                |  |  |       |  |  |                     |  |  |                       |  |
|                       |                     | Viscontina Adorno                 | …                              |  |  |       |  |  |                     |  |  |                       |  |
|                       |                     | Viscontina Adorno                 | …                              |  |  |       |  |  |                     |  |  |                       |  |
|                       |                     | Viscontina Adorno                 | …                              |  |  |       |  |  |                     |  |  |                       |  |
|                       |                     | Viscontina Adorno                 |                                |  |  |       |  |  |                     |  |  |                       |  |